# Cícero Dantas (kommun)
Cícero Dantas är en kommun i Brasilien.   Den ligger i delstaten Bahia, i den östra delen av landet, 1 200 km nordost om huvudstaden Brasília. Antalet invånare är 32 304.
Följande samhällen finns i Cícero Dantas:
- Cícero Dantas

Omgivningarna runt Cícero Dantas är huvudsakligen savann. Runt Cícero Dantas är det ganska tätbefolkat, med 58 invånare per kvadratkilometer.